# اس‌اس تالون
اس‌اس تالون (به انگلیسی: SS Talune) یک کشتی است.